# Serena Vergano
Serena Vergano nascuda Adalgisa Serena Maggiora Vergano (Milà, 25 d'agost de 1943) és una actriu italiana. Va ser la musa de l'Escola de Barcelona i va actuar en moltes de les pel·lícules d'aquest moviment. Va estar casada amb l'arquitecte català Ricard Bofill i Leví.

## Carrera
Filla del director Aldo Vergano, va estudiar art dramàtic a Roma i va començar la seva carrera com a actriu a la pel·lícula I dolci Inganni d'Alberto Lattuada (1960). Després de treballar a mitja dotzena de pel·lícules italianes com Il brigante (1961) de Renato Castellani i Cronaca familiare (1962) de Valerio Zurlini, va anar a Espanya a rodar El comte Sandorf (1963), una coproducció italo-espanyola dirigida per Georges Lampin, i va decidir establir-se a Espanya. Va ser la musa de l'Escola de Barcelona i va actuar en moltes de les pel·lícules d'aquest moviment com Brillante porvenir (1963), de Vicente Aranda, Noche de vino tinto (1966) de José Maria Nunes, Una historia de amor (1966) i Historia de una chica sola (1969) ambdues de Jordi Grau i Solà; Dante no es unicamente severo 1967 de Jacint Esteva i Joaquim Jordà; Cada vez que... estoy enamorada creo que es para siempre (1968) i Liberxina 90 (1970) de Carles Durà, Un hivern a Mallorca (1969) de Jaime Camino i Esquizo (1970) dirigida per Ricard Bofill. També va fer algunes pel·lícules a Madrid amb la veu doblada com Al ponerse el sol (1967), Digan lo que digan (1968), ambdues de Mario Camus, La Lola, dicen que no vive sola (1970) de Jaime de Armiñan i Carta de amor de un asesino (1972) de Francisco Regueiro. Casada amb l'arquitecte Ricard Bofill, es va retirar del cinema a mitjans del 1970 encara que va tornar amb petits papers esporàdics a El estranger-oh! de la calle Cruz del Sur (1985) de Jordi Grau i Solà i Blue Gin (1987) de Santiago Lapeira.
El maig de 2019 va tornar al teatre representant el monòleg Lèxic familiar al teatre Akadèmia sota la direcció de Guido Torlonia.

## Filmografia selecta
- I dolci Inganni (1960)
- Cronaca familiare (1962)
- El comte Sandorf (1963)
- Brillante porvenir (1963)
- Una historia de amor (1966)
- Digan lo que digan (1968) (amb Raphael)
- Un hivern a Mallorca (1969)
- Carta de amor de un asesino (1972)

## Premis
A la 12a edició dels Premis Sant Jordi de Cinematografia va rebre el premi a la millor interpretació espanyola.